# 서울무역전시장
서울무역전시장(Seoul Trade Exhibition Center, 영어 약자 SETEC)는 1999년 5월 4일 개관한 전시장이다. 서울시 강남구 대치동에 위치하며, 서울 지하철 3호선 학여울역에 바로 연결된다. 개장 당시 이름은 서울무역전시장이었다. 개장 당시 전시 면적은 대략 9000제곱미터였으며, KOTRA(당시 이름은 대한무역투자진흥공사)가 건설 주체였다.
서울무역전시장는 서울경제진흥원 소유의 시설이다. 
총연건평은 4700평이다. 동시주차 500대가 가능하다. 국제회의장은 330석 규모이다. 제1전시장은 3130제곱미터, 제2전시장은 1684제곱미터, 그리고 제3전시장은 3134제곱미터이다.

## 임대 신청
전시장을 임대하려면 임대 신청을 해야 한다. 온라인으로 임대 신청 가능하며, 소정의 절차에 따라 적절한 임대차계약을 체결해야 한다.

## 같이 보기
- 코엑스